# Triceratorhynchus viridiflorus
Triceratorhynchus es un género monotípico de orquídeas de hábitos epífitas. Su única especie: Triceratorhynchus viridiflorus Summerh., Bot. Mus. Leafl. 14: 234 (1951), es originaria de los trópicos de África donde se distribuye por Ruanda, Burundi, Uganda y Kenia.

## Descripción
Es una orquídea de pequeño tamaño, que prefiere el clima cálido con un hábito creciente de epífita con un tronco corto que lleva una hoja subereca, a menudo encorvada, linear, oscuramente desigual bilobulada, algo cóncava en la parte superior. Florece a finales de primavera y principios del verano en una inflorescencia extendida a horizontal, nervuda, más larga que las hojas, de 6 cm de largo, con hasta 9  flores con brácteas ovadas florales agudas.

## Distribución
Se encuentra en Burundi, Ruanda, Uganda y Kenia en los bosques ribereños de hoja perenne a una altitud de 1500 a 1600 metros. 

## Taxonomía
Triceratorhynchus viridiflorus fue descrita por Victor Samuel Summerhayes y publicado en Botanical Museum Leaflets 14: 234. 1951.
Sinonimia
- Angraecum evrardianum Geerinck, Belgian J. Bot. 126: 254 (1993 publ. 1994).[1]